# عداء الصحراء
عدّاء الصحراء (الاسم العلمي: Mesalina)، جنس سحالي من فصيلة السحالي الحقيقية. أنواعه 19.